# Delphine Cousin Questel
Delphine Cousin Questel (* 3. Juli 1991 als Delphine Cousin in Carnac) ist eine französische Windsurferin. Sie gehört zur Weltspitze des Slaloms und wurde in dieser Disziplin viermal Weltmeisterin.

## Biografie
Cousin Questel begann mit 11 Jahren an einer Flussmündung in Morbihan (Frankreich) mit dem Windsurfen, nachdem ihre Brüder bereits windsurften und sie es daher ebenfalls machen wollte. Sie trainierte anfänglich auch RS:X, entschied sich recht bald jedoch für den Slalom, da sie besonders die Geschwindigkeit und die direkten Duelle mag. 2009 nahm sie erstmals an einem World Cup teil. In der Saison 2013 wurde sie erstmals Weltmeisterin und konnte ihren Titel im kommenden Jahr verteidigen. Auch in den folgenden Jahren gehörte sie zur Weltspitze und klassierte sich immer in die Top 3. 2018 konnte sie erneut Weltmeisterin im Slalom werden. Auch 2019 errang sie den Titel und krönte ihre Saison zudem mit dem Titel in der Foil-Wertung.
Cousin Questel ist mit dem französischen Windsurfer Antoine Questel verheiratet und wohnt zurzeit auf Saint-Barthélemy.
Sie absolvierte die Brest Business School.

## Erfolge

### World Cup Wertungen
| Saison | Slalom | Slalom | Foil  | Foil   |
| Saison | Platz  | Punkte | Platz | Punkte |
| ------ | ------ | ------ | ----- | ------ |
| 2009   | 23.    | 1671   | –     | –      |
| 2010   | 11.    | 5211   | –     | –      |
| 2011   | 7.     | 5772   | –     | –      |
| 2012   | 4.     | 5904   | –     | –      |
| 2013   | 1.     | 4134   | –     | –      |
| 2014   | 1.     | 6267   | –     | –      |
| 2015   | 2.     | 6102   | –     | –      |
| 2016   | 3.     | 4101   | –     | –      |
| 2017   | 2.     | 3040   | –     | –      |
| 2018   | 1.     | 30.600 | –     | –      |
| 2019   | 1.     | 30.700 | 1.    | 20.600 |
| 2021   | 3.     | 10.100 | 9.    | 9.500  |
| 2022   | 3.     | 10.100 | –     | –      |

### World Cup Siege
Cousin Questel errang bisher 21 Podestplätze, davon elf Siege:
| Datum               | Ort              | Land          | Disziplin |
| ------------------- | ---------------- | ------------- | --------- |
| 01.07. – 06.07.2014 | Awaza            | Turkmenistan  | Slalom    |
| 18.11. – 23.11.2014 | Nouméa           | Neukaledonien | Slalom    |
| 24.11. – 29.11.2015 | Nouméa           | Neukaledonien | Slalom    |
| 21.11. – 26.11.2017 | Nouméa           | Neukaledonien | Slalom    |
| 10.05. – 15.05.2018 | Yokosuka         | Japan         | Slalom    |
| 19.05. – 24.05.2018 | Ulsan            | Südkorea      | Slalom    |
| 13.06. – 20.06.2018 | Viana do Castelo | Portugal      | Slalom    |
| 17.04. – 22.04.2019 | Marignane        | Frankreich    | Slalom    |
| 10.05. – 15.05.2019 | Yokosuka         | Japan         | Foil      |
| 18.05. – 23.05.2019 | Ulsan            | Südkorea      | Slalom    |
| 18.05. – 23.05.2019 | Ulsan            | Südkorea      | Foil      |

### Weitere Erfolge
- IFCA Slalom Champion 2011[3]
- PWA Youth World Champion Slalom Women 2012[4]
- Französische Meisterin Slalom 2016[5]
- IFCA Slalom Champion 2017[3]